# Амир ибн Фухайра
Абу ‘Амр ‘Амир ибн Фухайра ат-Тайми (араб. أبو عمرو عامر بن فهيرة التيمي‎; 586, Мекка — 625, Бир Ма‘ун) — сподвижник пророка Мухаммеда. Помогал Мухаммеду и Абу Бакру ас-Сиддику тайно переселиться в Медину в 622 году.

## Биография
Амир ибн Фухайра имел африканское происхождение. Он родился рабом во владении племени аздитов. Позже он принадлежал ат-Туфайлу ибн аль-Харису, пасынку Абу Бакра, который также был членом этого племени.
Он жил в Мекке и после начала проповеднической деятельности Мухаммеда принял ислам. После 614 года он, как и многие мусульмане Мекки, подвергся гонениям; его пытали, пытаясь заставить его отречься от своей веры. Имя его преследователя прямо не названо; но преследование прекратилось, когда Абу Бакр выкупил его у ат-Туфайля и отпустил на волю. Амир остался на службе у Абу Бакра. Занимался выпасом своих дойных овец.
Когда Абу Бакр и Мухаммад бежали из Мекки в Медину в 622 году, Амир пас стада Абу Бакра днём, а вечером приводил их в пещеру, где прятались Абу Бакр и Мухаммед, предположительно для того, чтобы овцы заметали следы. Он также приносил им молоко и еду. Когда они вышли из пещеры, чтобы отправиться в Медину, Амир сопровождал их. Он написал на куске кожи записку Сураке ибн Малику о том, чтобы мусульмане не причиняли ему никакого вреда. Это говорит о том, что Амир знал грамоту и умел писать.
Вскоре после прибытия в Медину Амир сначала остался жить у Сада ибн Хайсамы, но позже он вернулся в дом Абу Бакра. Мухаммед заключил пакт о братстве между Амиром и аль-Харисом ибн Аусом ибн Муазом. После прибытия в Медину Амир, Абу Бакр и Биляль были поражены мединской лихорадкой. Когда юная Аиша пришла поинтересоваться их здоровьем, Амир ответил, по-видимому, бессвязно:
«Нашел я смерть, не познавши её вкуса.

Смерть свыше — это ведь удел труса.

Ведь стараюсь, свои силы напрягая,

Подобно быку, с горячей кожей от старания».
Амир сражался в битвах при Бадре и Ухуде. В битве при Бир-Мауне в июле/августе 625 года, когда Джаббар ибн Сульма из племени кальбитов ранил его ножом или копьём, он воскликнул: «Клянусь Аллахом, я добился успеха!» Он был одним из первых, кто погиб в бою. Урва ибн аз-Зубайр сообщил, что его тело так и не было найдено, потому что «ангелы похоронили его», и он был вознесён прямо на Небеса. Позже Джаббар спросил, что имел в виду Амир, говоря: «Я победил». Когда ему сказали, что Амир обрёл Рай, Джаббар тоже стал мусульманином.